# Josh Hose
Joshua Anthony Hose (Camperdown, 1 de diciembre de 1986) es un jugador de rugby en silla de ruedas. Ha ganado medallas de oro en los Juegos Paralímpicos de Londres 2012 y Río 2016.

## Biografía
Hose nació el 1 de diciembre de 1986 en Camperdown, Victoria. El 26 de enero de 2005 (Día de Australia), estuvo involucrado en un accidente automovilístico  que le dejó parapléjico; se dislocó una vértebra cuando el techo de su automóvil se derrumbó después de un vuelco. Estuvo dos semanas en coma inducido médicamente durante su recuperación. Su parálisis posterior es de la cintura hacia abajo. Mientras crecía jugó cricket, fútbol y baloncesto. Se mudó a Melbourne a mediados de 2008 y reside allí a partir de 2016 donde asiste a la universidad y trabaja como orador motivacional.

## Rugby en silla de ruedas

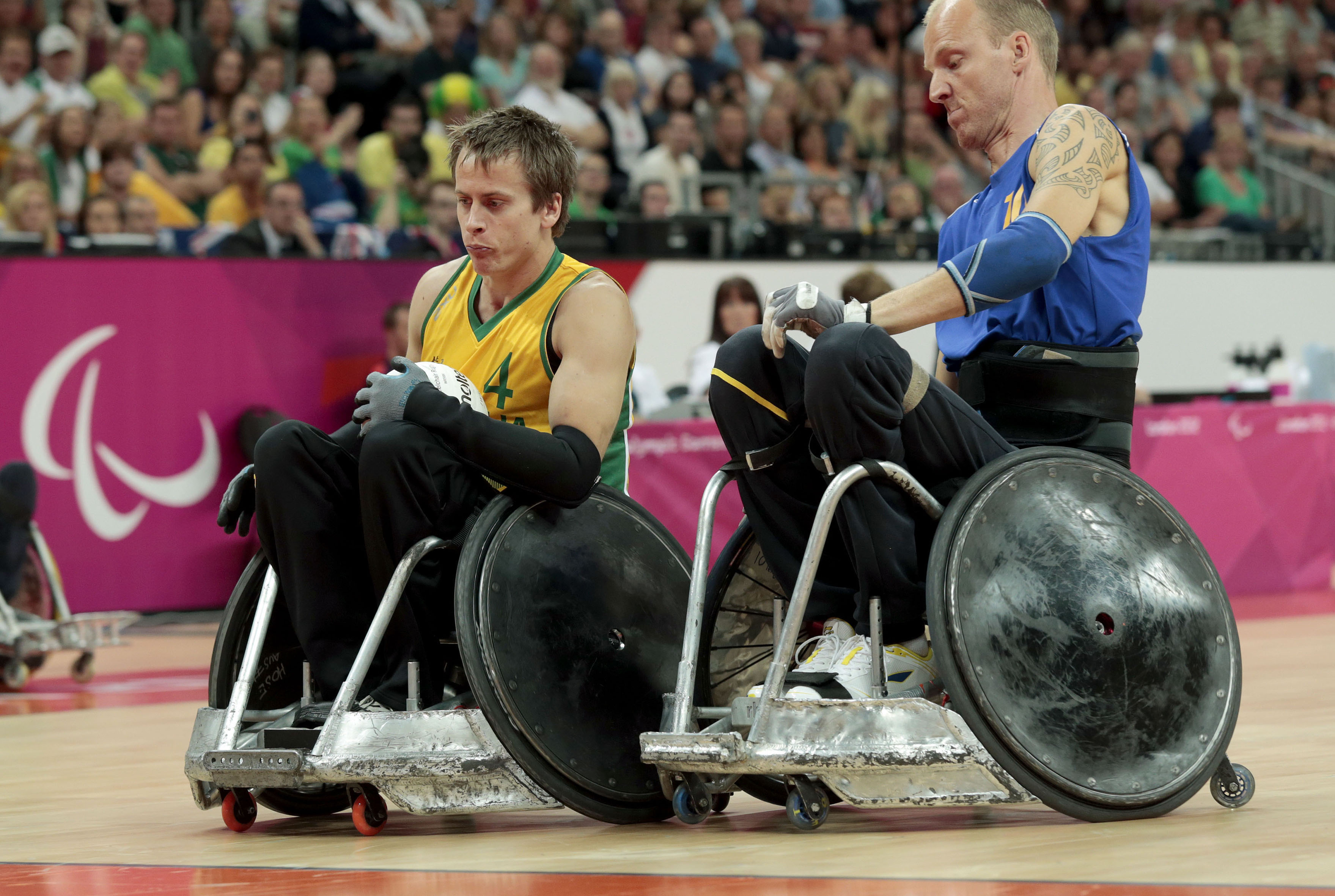
Hose (de amarillo) en los Juegos Paralímpicos de Londres 2012

Hose es un jugador de rugby en silla de ruedas de 3.0 puntos. Es miembro de Wheelchair Sports Australia, el equipo de rugby en silla de ruedas del estado de Victoria, y juega para el Victorian Thunder en la National Wheelchair Rugby League. Para 2012  mantenía una beca del Instituto de Deportes de Victoria y también fue apoyado por el Deporte y Recreación para Discapacitados de Victoria. Entrena en el Victorian Institute of Sport y en las ciudades de Kew, Caroline Springs y Box Hill.  
Vio los partidos de rugby en silla de ruedas de los Juegos Paralímpicos de Verano de 2008 y algunos juegos locales, inspirándose a comenzar en el deporte al ver la oportunidad de jugar mientras se rehabilitaba en Victoria.

### Selección nacional
Debutó en la selección nacional en 2009 en los campeonatos de Asia Oceanía, después de ser seleccionado para el equipo en mayo. Jugó en el Campeonato Mundial de 2010 donde Australia terminó segundo. Ese año, también representó a su país en el evento 4 Nations y la Copa Canadá.  En 2011, viajó regularmente entre Brisbane y Melbourne para entrenar con el equipo nacional en Brisbane.
Se entrenó con el equipo nacional en 2012 en el Centro de Rehabilitación Royal Talbot. En mayo de 2012, participó en una serie de pruebas contra Japón en Sídney. Formó parte de la selección australiana en la Copa Canadá 2012. Su equipo terminó primero en el evento de Prueba Paralímpico de 2012 organizado en Londres. Fue seleccionado para representar a Australia en los Juegos de 2012 en rugby en silla de ruedas en mayo de 2012 antes del inicio de la Ceremonia de Apertura de la Serie Internacional de Pruebas de Rugby en Silla de Ruedas. Fueron sus primeros Juegos. De camino a Londres su equipo ocupó el segundo lugar en el mundo detrás de Estados Unidos. Formó parte del equipo australiano ganador de la medalla de oro, el cual pasó invicto el torneo de cinco días. Formó parte del equipo australiano que ganó su primera medalla de oro en el Campeonato Mundial de Rugby en Silla de Ruedas 2014 realizado en Odense, Dinamarca. 
Fue miembro del equipo que retuvo su medalla de oro en los Juegos Paralímpicos de Río 2016 después de derrotar a Estados Unidos 59–58 en la final.